# Annales regni Francorum
Аналите на Франкската империя (на латински: Annales regni Francorum; ARF; Annales Laurissenses maiores), (на немски: Annalen des Fränkischen Reiches; Reichsannalen; Einhardsannalen) са латински имперски анали за събитията във Франкската империя през 8 и 9 век.
Авторите на имперските анали от три части не са известни с имената им. Те са писани в двора на Карл Велики от служители на дворцовата капела. В аналите се съобщава за събитията от 741 до 829 г. и за действията на Карл Велики.

## Издания и преводи
- Annales regni Francorum. In: Quellen zur karolingischen Reichsgeschichte, Teil 1. Reinhold Rau (Ausgewählte Quellen zur deutschen Geschichte des Mittelalters, FSGA, Bd. 5). Darmstadt 1955, S. 9 – 155.
- Quellensammlung zur mittelalterlichen Geschichte. Fontes medii aevi. Berlin 1998; 1 CD-ROM, ISBN 3-9806427-0-4.
- Annales regni Francorum. In: Friedrich Kurze: Scriptores rerum Germanicarum in usum scholarum separatim editi 6: Annales regni Francorum inde ab a. 741 usque ad a. 829, qui dicuntur Annales Laurissenses maiores et Einhardi. Hannover 1895 (Monumenta Germaniae Historica, Digitalisat Архив на оригинала от 2017-09-25 в Wayback Machine.)